# Provincia di Kırıkkale
La provincia di Kırıkkale è una delle province della Turchia. 	

## Distretti

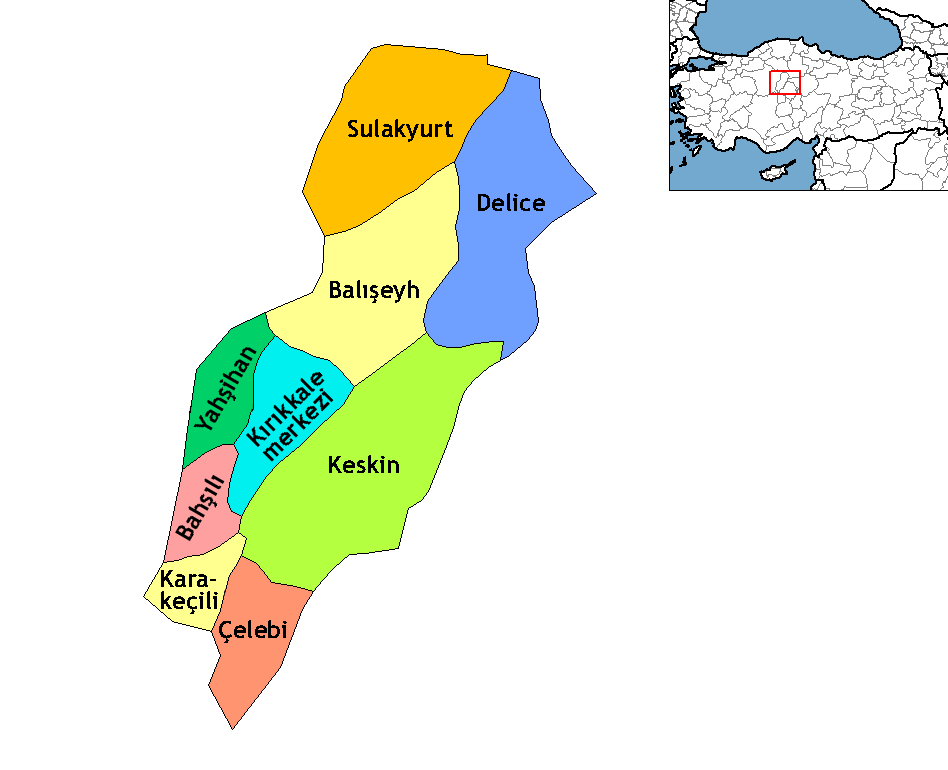
Distretti della provincia di Kırıkkale

La provincia è divisa in 9 distretti: 
- Bahşılı
- Balışeyh
- Çelebi
- Delice
- Karakeçili
- Keskin
- Kırıkkale
- Sulakyurt
- Yahşihan